# Bosco di Scorace

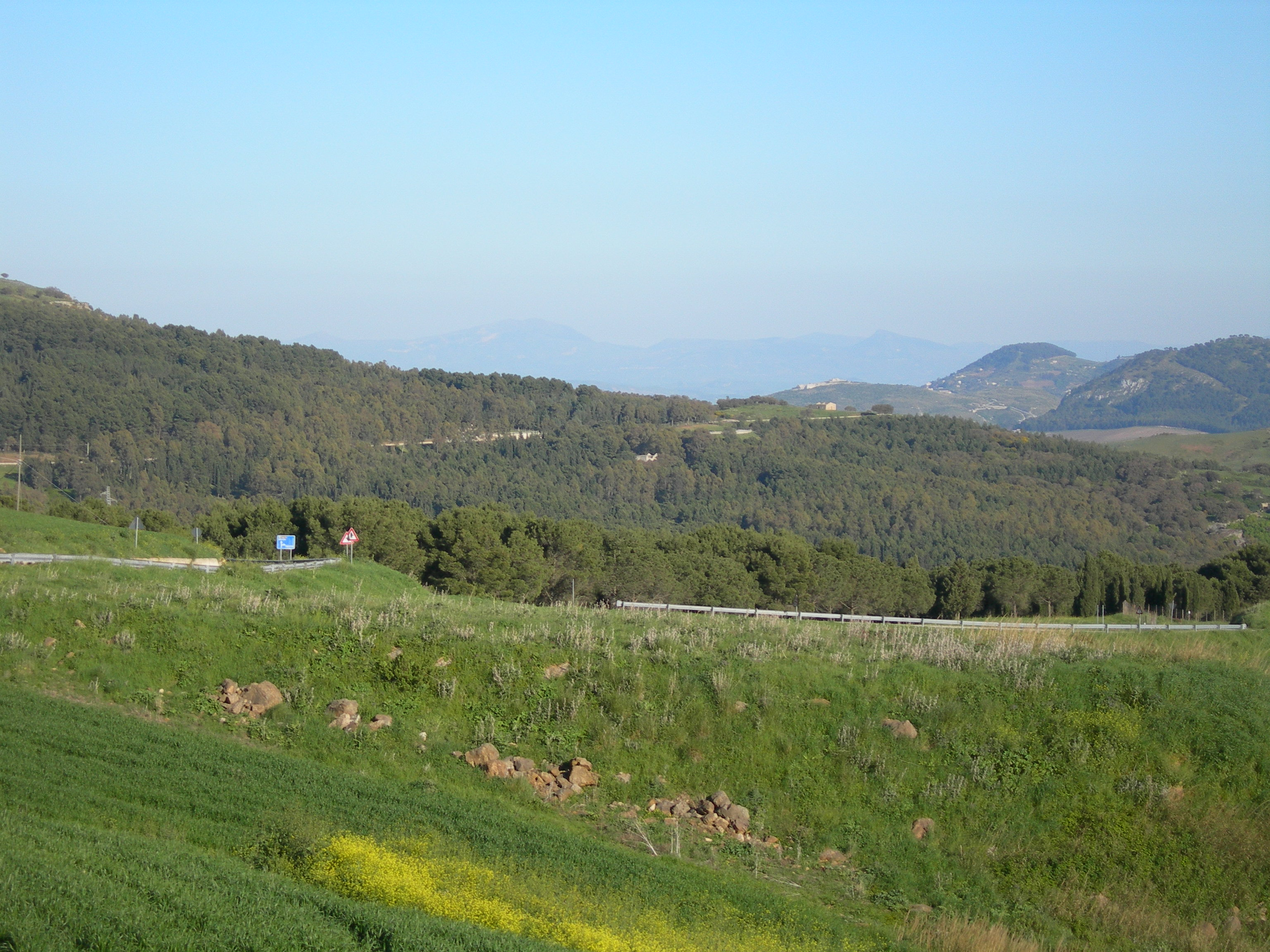
Scorcio del bosco Scorace

Il Bosco di Scorace è una vasta area boschiva, appartenente al demanio della Regione Siciliana, di circa 750 ettari che ricopre i versanti del Monte Abbatello, una collina nella campagna tra Castellammare del Golfo e Buseto Palizzolo in provincia di Trapani.

## Storia
Il nome  di Scorace, deriva il nome dall'antico feudo di Arcodaci di cui il bosco (Bosco di Arcodaci) ne costituiva il  nucleo principale e allo stesso tempo dava il nome al feudo. Secondo il cronista Carvini del sec XVIII, sin dal secolo XIII il feudo era tributario di cinque arcieri e di un cavaliere armato.

Probabilmente il primo barone fu Lancellotto di Talac a cui seguirono i  Gandallucchio-Talac, i Fardella, i (De) Caro e i Riccio che nella seconda metà del secolo XVIII lo trasmisero per matrimonio ai Monroy che lo tennero fino al 1908, quando lo vendettero ad altri proprietari fino ad essere acquisito dal Demanio Regionale agli inizi degli anni '90.

## Caratteristiche
Il bosco si sviluppa tra 400 e 600 metri s.l.m.. La cima del rilievo, alta 624 metri s.l.m., permette di ammirare un vasto panorama sui monti di Trapani a Nord, sulle Isole Egadi ad Ovest, sui monti Sicani verso sud-est. Il bosco Scorace conserva una rada vegetazione arborea naturale dominata quercia da sughero e leccio accompagnate da roverella ed olmo e da arbusti propri dei terreni silicei come il corbezzolo. Altri arbusti frequenti sono ginestra, euforbia, erica e altre specie tipiche della macchia mediterranea.
Il bosco presenta anche vaste aree con specie arboree di impianto artificiale come il pino domestico, il pino marittimo, il pino d'aleppo, il cipresso e l'eucalipto. 
Tra gli animali fanno la loro comparsa la poiana, il gheppio, la cinciallegra, il pettirosso, l'upupa, il coniglio, la lepre e l'istrice. Tra i rettili si evidenzia la vipera.